# Lars Møller Madsen
Lars Møller Madsen, född 30 maj 1981 i Ølgod, är en dansk före detta handbollsspelare. Han är 2,05 meter lång, högerhänt och spelade som vänsternia.

## Klubbkarriär
Lars Møller Madsen har tidigare utbildat sig till elektriker, medan han var en av de bärande spelarna hos Skjern Håndbold. Han är en stor niometersspelare med ett kraftfullt skott. Han har goda möjligheter för att skjuta över försvaret, när han blir framspelad till hoppskott, vilket i Skjern typiskt gjordes av lagkamraten Jesper Jensen. Under 2005 var han efter avslutningen i Danmark utlånad i en månads tid till spanske BM Ciudad de Almería. Annars blev han Skjern trogen till han började spela för SPR Wisła Płock i Polen, 2009.
Efter bara ett år Polen kom han till IFK Kristianstad. Där gjorde han succé säsongen 2011/2012 då han bidrog till att IFK Kristianstad tog sig till SM-final i Malmö Arena genom att besegra seriesegrarna Eskilstuna Guif i semifinalen. I finalen mot IK Sävehof gjorde Møller Madsen elva mål, men laget förlorade med 29–21. Året efter tog sig Kristianstad åter till final men förlorade snöpligt mot HK Drott Halmstad, som gjorde det sista målet i matchens sista sekund. 2014 lyckades inte Kristianstad ta sig till final utan besegrades av Lugi HF i semifinal. Lars Møller Madsen fick inte förlängt kontrakt efter den säsongen.
Lars Møller Madsen spelade därefter fyra säsonger för HIF Karlskrona. Under dessa år var han en viktig spelare för klubben. Inför säsongen 2018-2019 meddelades att Møller Madsen avslutade sin handbollskarriär.

## Landslagskarriär
Lars Møller Madsen spelade 74 landskamper och gjorde 153 mål för Danmarks landslag, mellan 2003 och 2009. Han debuterade på sin födelsedag 2003. I landslaget hade han svårare att slå igenom än i klubblaget. Vid EM 2006 i Schweiz fick han sitt genombrott, då han i kampen om bronsmedaljen mot Kroatien blev meste målgörare med nio mål. Det var avgörande för att Danmark vann bronsmedaljerna. Vid VM 2007 i Tyskland var han ursprungligen inte med i truppen, men blev inkallad efter det inledande gruppspelet. Han visade sitt kunnande i sista matchen i mellanrundan mod Tjeckien, då han blev matchens spelare. Han presterade också bra i kvartsfinalen mod Island, då han blev bäste målskytt och gjorde mål två sekunder före slutsignal. Det målet säkrade Danmarks semifinalplats mot Polen. Han var också med och vann EM-guld 2008 i Norge. I den turneringen var hans roll däremot inte av lika stor betydelse. 

## Meriter
- EM-brons 2006 i Schweiz
- VM-brons 2007 i Tyskland
- EM-guld 2008 i Norge